# Prime Circle
Prime Circle est un groupe sud-africain de rock alternatif, originaire de Johannesbourg.

## Histoire
Le groupe compte 7 albums studio, et un disque d'or et de platine en Afrique du Sud. Le groupe a élargi son public en Angleterre et en Europe où il est représenté par un agent allemand et a signé un contrat d'enregistrement international, se produisant dans des festivals et dans ses propres concerts en Allemagne.
Prime Circle est formé dans la ville minière de Witbank, Mpumalanga, en décembre 2001. Le groupe signe avec le label local indépendant David Gresham Records en 2002, dont les deux premiers albums sont considérés comme ayant défini le son et le style signature du groupe. Depuis 2008, Prime Circle est signé avec EMI Music South Africa.

## Discographie

### Albums studio
- 2002 : Hello Crazy World
- 2005 : Live This Life
- 2008 : All or Nothing
- 2010 : Jekyll and Hyde
- 2012 : Evidence
- 2014 : Let The Night In
- 2016 : Let the Night In (Deluxe Edition)
- 2017 : If You Don't You Never Will
- 2024 : The World We Know